# 三幡
三幡（さんまん、文治2年（1186年） - 正治元年6月30日（1199年7月24日））は、鎌倉時代初期の女性。源頼朝と北条政子の次女（頼朝の子としては第5子で次女、政子の子としては第3子で次女）。三幡は字であり、通称は乙姫。大姫・頼家の妹で、実朝の姉にあたる。貞暁とは異母兄妹（もしくは異母姉弟）。

## 略歴
頼朝は長女大姫を後鳥羽天皇の妃にするべく入内工作を進めていたが、大姫が死去するとこの三幡を次なる候補に擬するようになる。『尊卑分脈』によると三幡は鎌倉にいたまま女御の宣旨を与えられ、正式の入内を待つばかりとなり、頼朝は三幡を伴って上洛し朝廷の政治についての意見を具申する予定であったが、それを待たずに建久10年1月13日（1199年2月9日）に死去した。
頼朝死後も三幡の入内工作は続けられたが、同年3月5日（4月2日）、三幡は去る頃より高熱を出し病となる。危急の事であり、母の政子は諸社諸寺に祈願誦経をさせる。12日（9日）、三幡は日を追って憔悴していき、療養のため名医の誉れ高い京の針博士・丹波時長を招こうとするが、しきりに固辞したため院に奏上するよう在京の御家人に使いが出された。

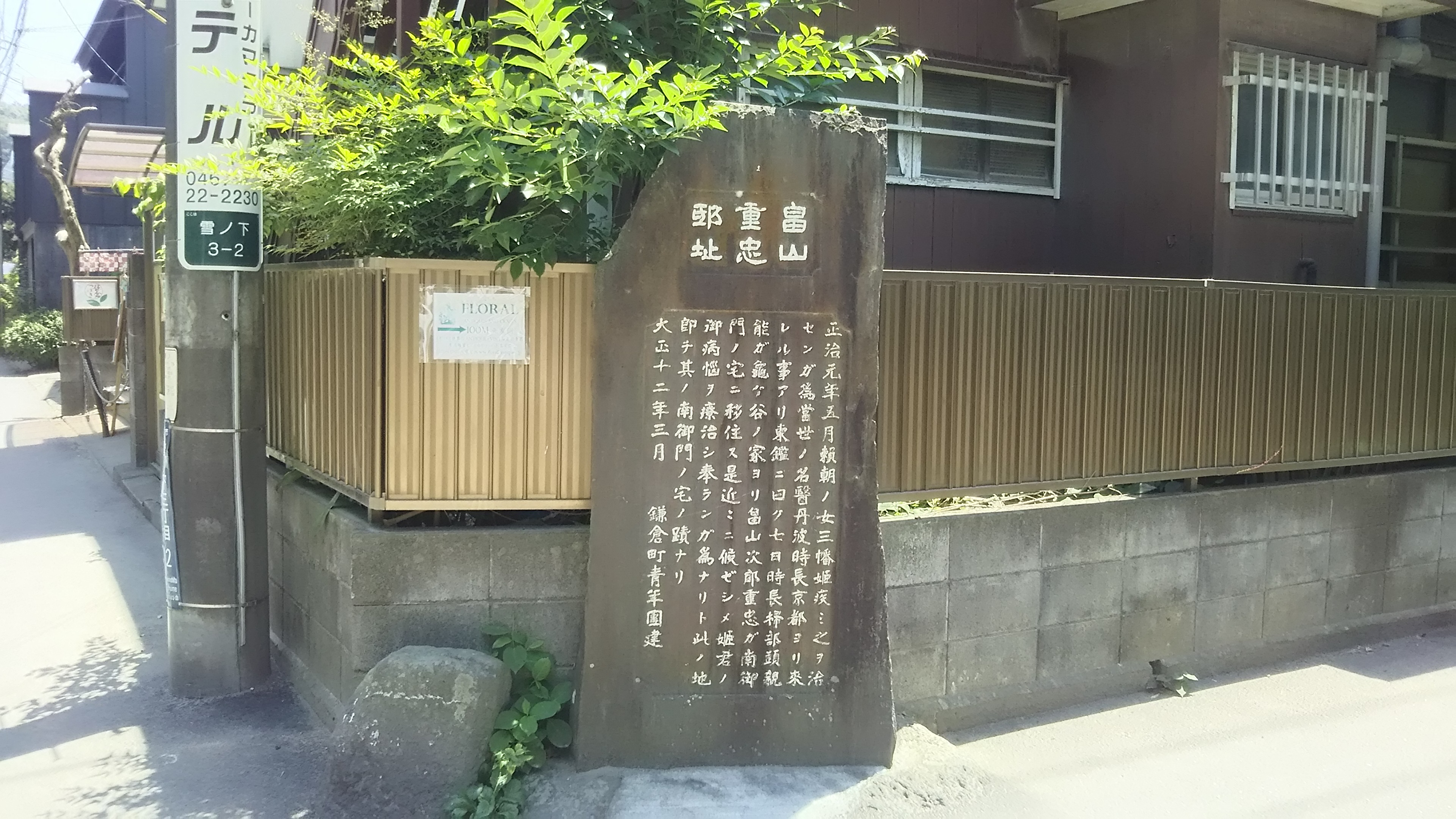
畠山重忠邸址 雪ノ下3-2-19。三幡治療の為、丹波時長ここへ移動

5月7日（6月2日）、京より医師・時長が到着。度々固辞したが、院宣によって関東へ下ってきた。8日（3日）、時長は朱砂丸を三幡に献上し、砂金20両の禄を受け取る。13日（8日）、御家人達が日別に時長を饗応する事が決められる。29日（24日）、三幡はわずかに食事をとり、周囲を喜ばせた。
6月14日（7月8日）、三幡はぐったりとして12日（6日）から目の上が腫れる異様な様子となる。時長は驚き、今においては望みがなく、人力の及ぶところではないと言い、26日（20日）に帰洛する。
30日（24日）、三幡死去。享年14。25日（19日）に京より駆け戻った乳母父の中原親能は出家し、遺体は親能の屋敷がある鎌倉亀谷堂の傍らに葬られた。頼朝の死から5ヶ月半後の事であった。